# Френска Северна Африка
Френска Северна Африка включва в себе си територията на Магреб – Мароко, Алжир и Тунис.

## История
Началото на френската колонизация на Северна Африка е положено през 1830 г. Франция влиза в редица въоръжени конфликти, чиято цел е максимално завладяване на това историко-географско пространство, което продължава почти до края на XIX век.
През 1848 г. Алжир е обявен за територия под суверенитета на Франция. Разделен е на департаменти начело с префекти, а начело на цялата територия на Алжир е назначен френски генерал-губернатор.
Франция завладява Тунис през 1881 г., принуждавайки местния тунизийски бей да подпише на 12 май 1881 г. Бардоския договор, по силата на който де факто територията на Тунис става френски протекторат.
Официалното установяване на френски протекторат в Мароко датира от 30 март 1912 г., след двете марокански кризи.
Френското управление в Магреб продължава от 1830 до 2 юли 1962 г., когато Алжир придобива независимост.